# Michelle Walker
Michelle (Ann) Walker (Baumholder, 9 januari 1967) is een Amerikaanse jazzzangeres.
Walker, de dochter van een Amerikaanse legerkapitein, werd op twaalfjarige leeftijd aangenomen op een school voor getalenteerde kinderen, waar ze muziek-, dans- en theaterles kreeg. Toen ze zestien was verhuisde ze naar Washington D.C., waar ze haar carrière begon. In 1989 ging ze naar Londen, waar ze drie jaar als zangeres actief was: zo trad ze op in de club van Ronnie Scott. Ze keerde daarna terug naar Washington. Ze studeerde hier aan de universiteit van Maryland (klassieke zang en jazzzang) en werd verschillende keren genomineerd voor een WAMA-award (Washington Area Music Association), onder meer in de categorieën 'beste jazzvocalist' en 'beste debuutalbum'. Ze trad op met Mark Murphy en maakte tournees door Europa, onder meer in Nederland. In Amsterdam studeerde ze aan het conservatorium. 
In 2002 kwam ze met haar eerste album, in 2008 kwam haar tweede plaat uit. In 2005 en 2008 werkte ze mee aan platen van Nickel.

## Discografie
- Slow Down, Jazzgirl Productions, 2002
- The Jazz in You, 2008